# Apana

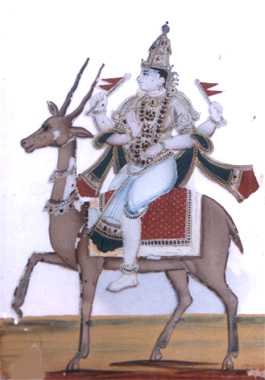
Vayu
Hoofdgod van de Wind

Apana is een van de vijf windgoden van de vooraanstaande God van de Wind, Vayu. De andere vier zijn: Prana, Udana, Samana en Vyana.
Binnen yoga is Apana een van de vijf vitale levensstromen, met een verwijzing naar dezelfde goden uit de hindoeïstische mythologie. Prana wordt ook als gelijkstelling van Vayu gebruikt, waarbij het alle vijf stromen samen vertegenwoordigt. Van deze stromen wordt geloofd dat ze worden opgewekt door het lichaam en alle biologische processen beheersen.
Apana bevindt zich in het onderste deel van de romp, tussen de navel en de stuitchakra. Apana zou de afscheiding van afvalstoffen in het lichaam verzorgen via de stofwisseling.